# Jakob Haugaard (fodboldspiller)
For den danske komiker og tidligere politiker, se Jacob Haugaard.
Jakob Haugaard (født 1. maj 1992) er en dansk fodboldspiller, der spiller som målmand for Tromsø IL. Han kom til AIK Fotboll i januar 2020 efter fire sæsoner i Stoke City F.C..

## Karriere

### Akademisk Boldklub
I AB stod Haugaard længe i skyggen af førstemålmanden Jens Waltorp Sørensen, men da han blev skadet i efterårssæsonen 2011 overtog Haugaard posten i målet på overbevisende vis, hvilket tiltrak interesse fra superligaklubben FC Midtjylland.

### FC Midtjylland
Ved årsskiftet 2011/12 hentede FC Midtjylland Haugaard i AB. I FC Midtjylland var han i første omgang udset til at være 3. målmand efter Jonas Lössl og Kasper Jensen, men rykkede frem i hierarkiet da Kasper Jensen blev solgt til svenske Djurgården. Han debuterede for klubben den 27. juli 2012 i en 2-2-kamp mod AC Horsens. Han fik sin anden Superligakamp for FC Midtjylland i november 2012, efter at førstemålmanden Jonas Lössl var sat af holdet i forbindelse med en intern disciplinærsag i kølvandet på en batalje til træning med anfører Kristian Bak Nielsen og træner Glen Riddersholm.

### Stoke City F.C.
Den 27. maj 2015 blev det offentliggjort, at Haugaard havde skrevet under på en treårig aftale med den engelske Premier League-klub Stoke City. Jakob Haugaard erstattede landsmanden Thomas Sørensen på Britannia Stadium, og Jakob Haugaard erklærede, at han håbede at få den samme effekt for Stoke City F.C. som Sørensen.

#### Wigan Athletics F.C.
Den 7. januar 2017 skiftede Haugaard til Wigan på en lejeaftale, og debuterede samme dag, i en FA-cup kamp mod Nottingham Forest.

### AIK Fotboll
Den 7. januar 2020 meddelte AIK Fotboll, at man havde indgået en kontrakt med Jakob Haugaard til 31. december 2022.

### Tromsø IL
I januar 2022 startede Haugaard et lejeophold i den norske Eliteserie klub Tromsø. Lejeaftalen løber resten af året, men kan dog afbrydes af begge klubber i sommerens transfervindue.